# Ardenis
Ardenis (en arménien Արդենիս) est une communauté rurale du marz de Shirak en Arménie. En 2008, elle compte 121 habitants.